# Сімонеті
Сімонеті (груз. სიმონეთი) — село в Грузії.
За даними перепису населення 2014 року в селі проживає 258 осіб.